# Бессемер (аэропорт)
Аэропорт Бессемер (англ. Bessemer Airport), (ИКАО: KEKY, FAA LID: EKY, прежний код 2A3) — государственный гражданский аэропорт, расположенный в 4,8 километрах к юго-востоку от центральной части города Бессемер (округ Джефферсон, Алабама, США). Аэропорт находится в собственности городского самоуправления.
В соответствии с Национальным планом по развитию аэропортовой системы страны на период 2009—2013 гг. Федеральным управлением гражданской авиации США аэропорт Бессемер отнесён к вспомогательным аэропортам, поддерживая деятельность международного аэропорта Бирмингем/Шаттлсворт.

## Операционная деятельность
Аэропорт Бессемер занимает площадь в 154 гектара, расположен на высоте 213 метров над уровнем моря и эксплуатирует одну взлётно-посадочную полосу:
- 5/23 размерами 1831 x 30 метров с асфальтовым покрытием.

В период с 24 января 2006 по 24 января 2007 года аэропорт Бессемер обработал 102 600 операций по взлётам и посадкам воздушных судов (в среднем 281 операция ежедневно), все рейсы выполняла авиация общего назначения. В данном периоде в аэропорту базировалось 167 воздушных судов, из них 90 % — однодвигательные самолёты, 7 % — многодвигательные и 2 % — реактивные лайнеры.